# Volkswagen Caddy
Volkswagen Caddy — компактний фургон, який представляє німецький автовиробник Volkswagen з 1982 року.

## Перше покоління (Typ14; 1979—1996)

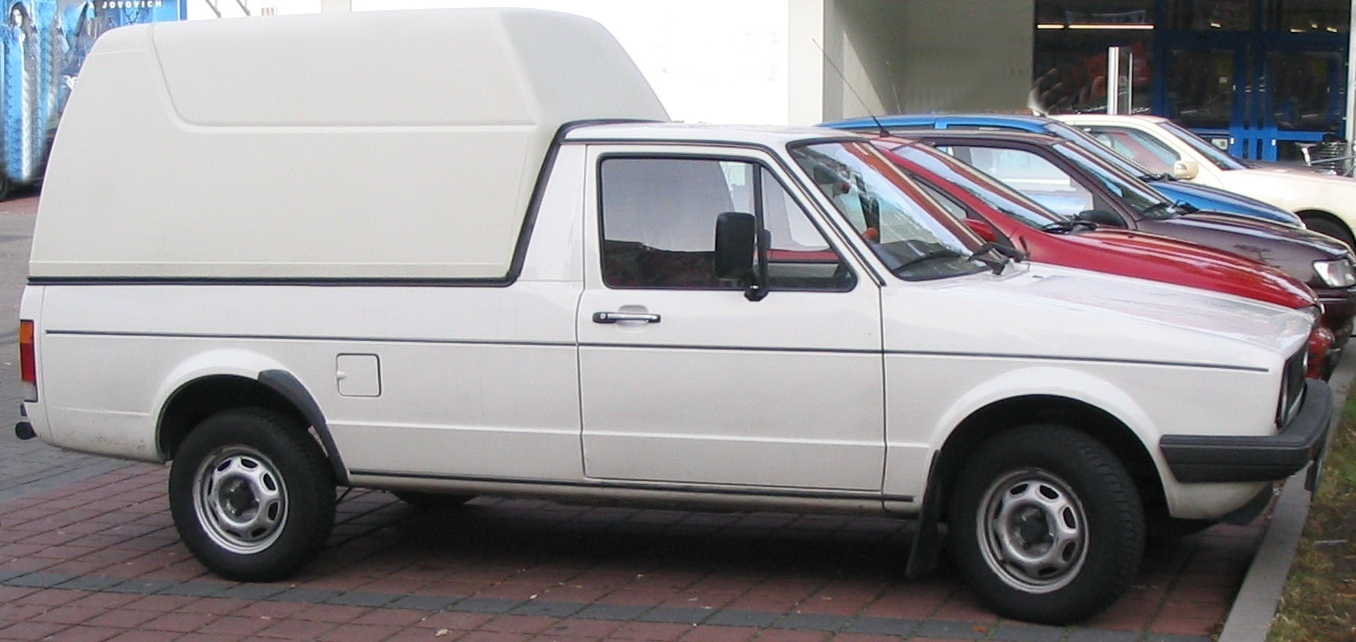
VW Caddy I

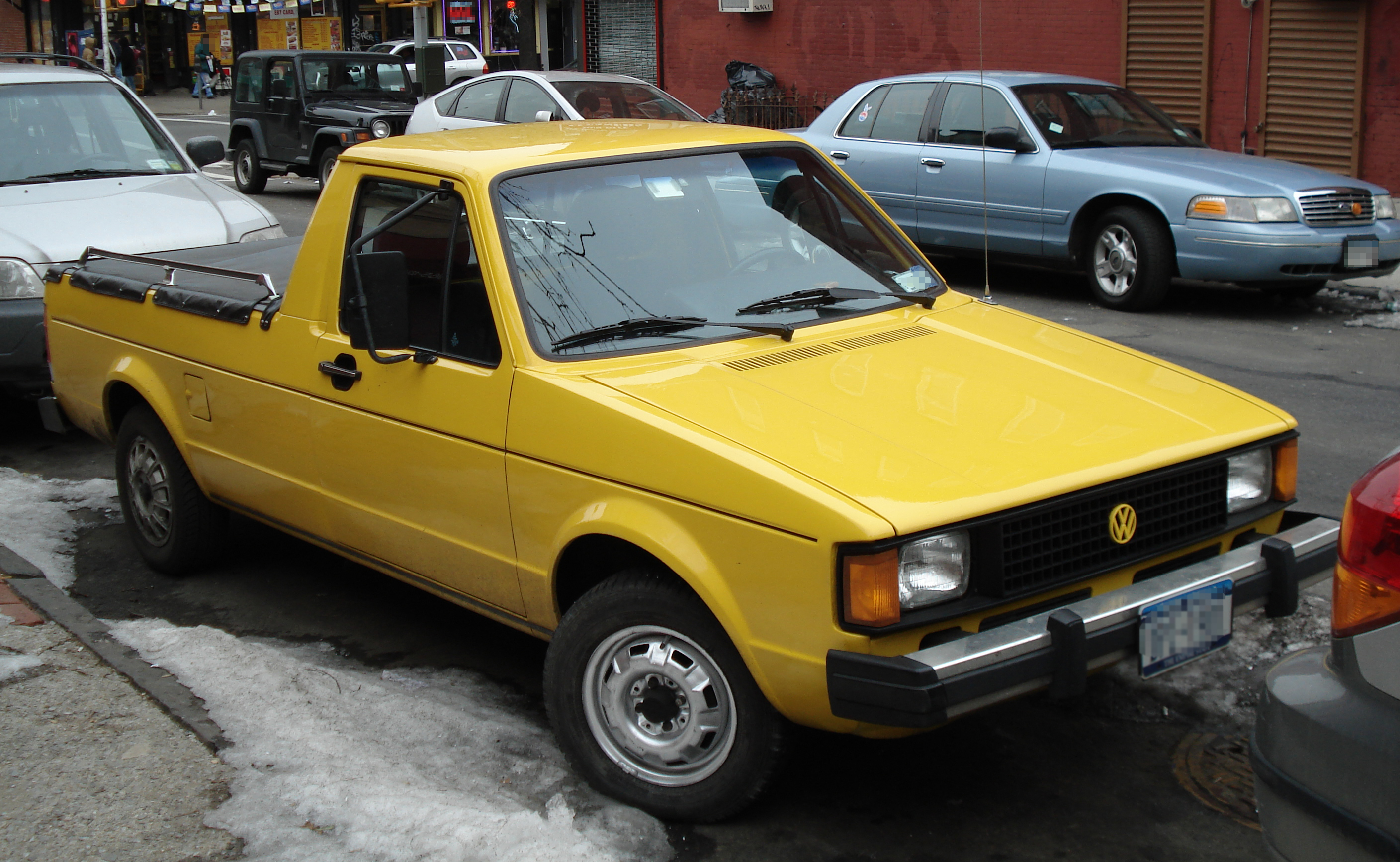
VW Caddy I (для ринку США)

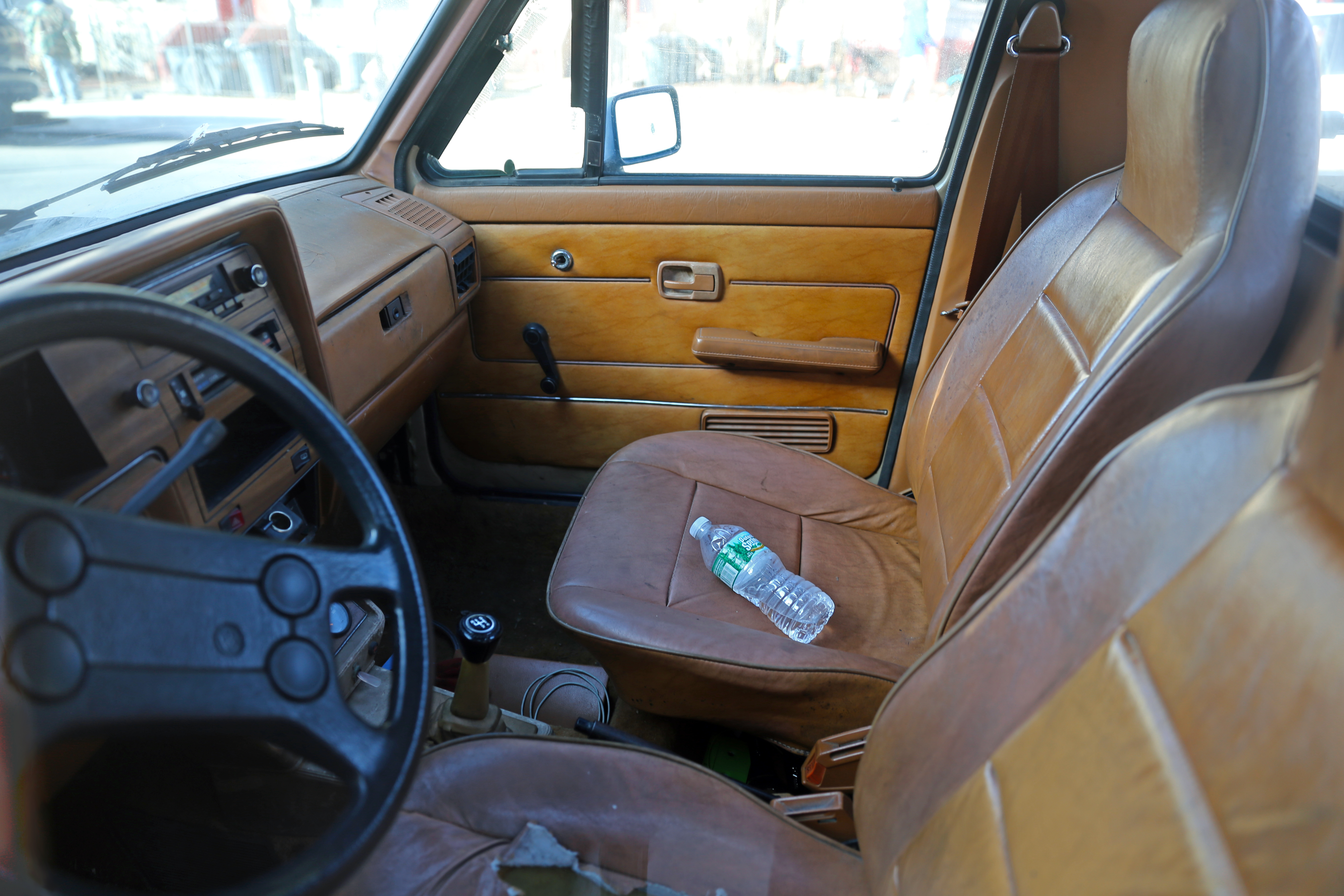

Перший пікап Caddy з'явився в югославському місті Сараєво в 1982 році. При його створенні використовувався стандартний для того часу прийом: взяли серійний легковий автомобіль, подовжили базу, замість задньої частини кузова приробили вантажний відсік і посилили задню підвіску. Спочатку Volkswagen Caddy створювався виключно як розвізний фургончик: його салон був абсолютно не пристосований для перевезення пасажирів. Автомобіль був виконаний на платформі моделі Golf першого покоління, а в зовнішності багато запозичив у Polo. Наприклад, передню частину кузова аж до дверей і дзеркала заднього виду.
Модель оснащують 1,6-літровим бензиновим карбюраторним двигуном потужністю 81 к.с. Задня підвіска ресорна, шасі посилене. Як опцію на пікап встановлювали пластиковий верх з підйомних задніх стулкою або без неї.
Випуск першого покоління тривав до 1992 року.

### Двигуни
| Rabbit Pickup 1.7l        | 4/8 | 1715 см³ | 54 кВт (74 к.с.)/5500 | 121 Нм/3000 |
| Caddy 1.5l                | 4/8 | 1457 см³ | 51 кВт (70 к.с.)/5600 | 102 Нм/3500 |
| Caddy 1.6l + Pickup (ПАР) | 4/8 | 1595 см³ | 60 кВт (82 к.с.)/5200 | 131 Нм/4000 |
| Caddy 1.6l                | 4/8 | 1595 см³ | 55 кВт (74 к.с.)/5000 | 125 Нм/2500 |
| Caddy 1.8l                | 4/8 | 1781 см³ | 70 кВт (95 к.с.)/5000 | 142 Нм/3000 |
| Дизельні                  |     |          |                       |             |
| Rabbit Pickup 1.5l D      | 4/8 | 1471 см³ | 35 кВт (48 к.с.)/5000 | 82 Нм/2800  |
| Caddy 1.6l D              | 4/8 | 1588 см³ | 40 кВт (54 к.с.)/4800 | 102 Нм/2800 |

## Друге покоління (Typ9K/9U; 1995—2004)

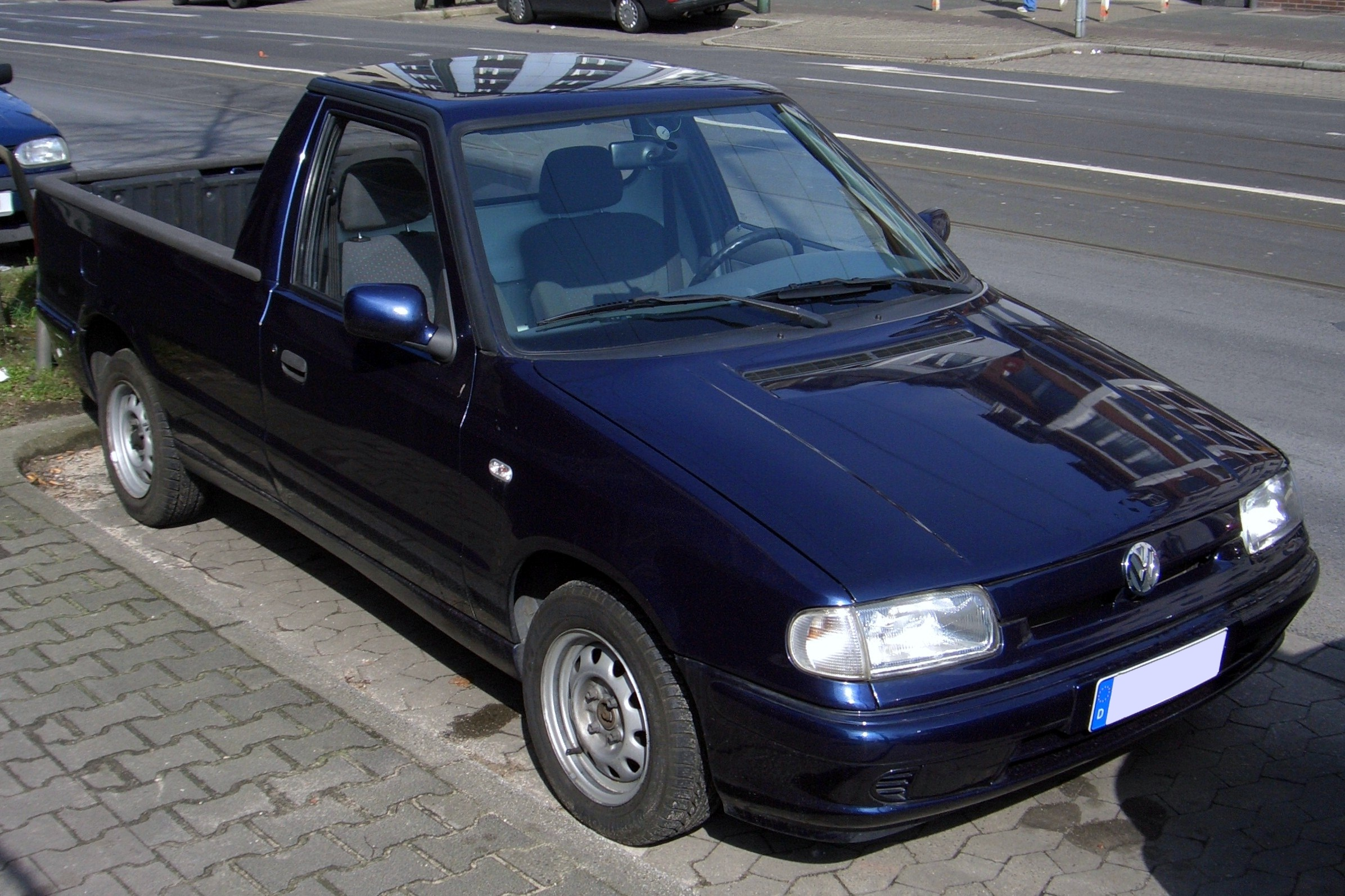
VW Caddy II Пікап (9U) (1995—2004)

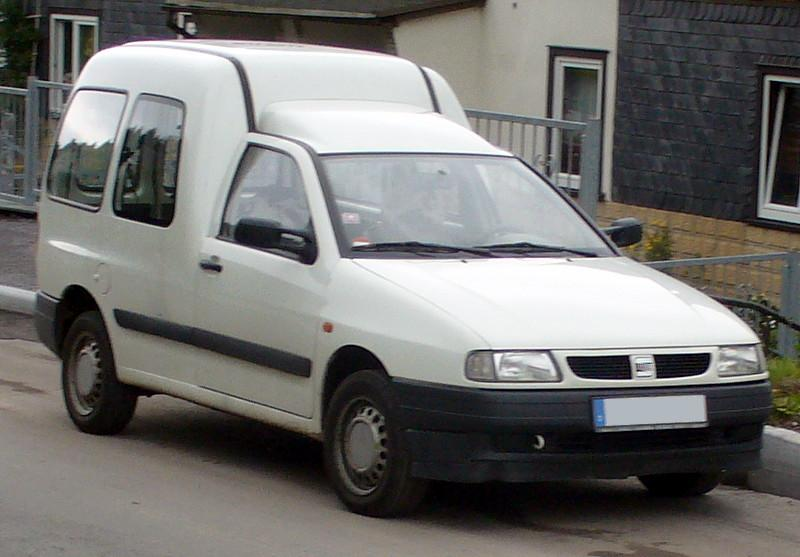
Seat Inca (1995—2003)

В 1995 році з'явилось друге покоління Caddy (Typ 9KV). Принцип побудови був повністю збережений: передня частина від компактного і дешевого автомобіля сегменту В — SEAT Ibiza (платформа A03), подовжена колісна база і просторий кузов. Двигун дизельний, з опцій тільки найнеобхідніше. Він користувався великим попитом в західній Європі. Дрібні фірми, розвізники продуктів та інші організації, які постійно перевозили невеликі партії товарів чи обладнання, були Caddy дуже задоволені.
Виробництво Caddy другого покоління в Європі припинилося в 2004 році, а в Аргентині модель виготовляють і далі.
До цього ж покоління відноситься Caddy (Typ 9U), хоча це зовсім інша машина — бедж-інжинірингу моделі Škoda Pickup, що в свою чергу зроблена на основі Felicia. Такий Caddy випускався в Чехії.

### Двигуни
| Модель    | Циліндри/ Клапани | Об'єм     | Потужність при об/хв  | Крутний момент при об/хв | Код двигуна           | Роки випуску    |           |
| Бензинові | Бензинові         | Бензинові | Бензинові             | Бензинові                | Бензинові             | Бензинові       | Бензинові |
| --------- | ----------------- | --------- | --------------------- | ------------------------ | --------------------- | --------------- | --------- |
| 1.4       | 4/8               | 1390 см³  | 44 кВт (60 к.с.)/4700 | 116 Нм/2800–3200         | AEX / APQ / AKV / AUD | 11/1995–06/2003 |           |
| 1.4       | 4/16              | 1390 см³  | 55 кВт (75 к.с.)/5000 | 126 Нм/3800              | AUA                   | 09/2000–06/2003 |           |
| 1.6       | 4/8               | 1595 см³  | 55 кВт (75 к.с.)/5500 | 125 Нм/2600              | 1F                    | 11/1995–05/1997 |           |
| 1.6       | 4/8               | 1598 см³  | 55 кВт (75 к.с.)/4800 | 135 Нм/2800–3600         | AEE                   | 06/1996–12/2000 |           |
| Дизельні  |                   |           |                       |                          |                       |                 |           |
| 1.7 SDI   | 4/8               | 1716 см³  | 42 кВт (57 к.с.)/4200 | 112 Нм/2200–3000         | AHB                   | 07/1996–09/2000 |           |
| 1.9 D     | 4/8               | 1896 см³  | 47 кВт (64 к.с.)/4400 | 124 Нм/2000–3000         | 1Y / AEF              | 11/1995–06/2003 |           |
| 1.9 SDI   | 4/8               | 1896 см³  | 47 кВт (64 к.с.)/4200 | 125 Нм/2200–2800         | AEY / AYQ             | 11/1995–06/2003 |           |
| 1.9 TDI   | 4/8               | 1896 см³  | 66 кВт (90 к.с.)/4000 | 202 Нм/1900              | 1Z / AHU              | 10/1996–09/2000 |           |
| 1.9 TDI   | 4/8               | 1896 см³  | 66 кВт (90 к.с.)/3750 | 210 Нм/1900              | ALE / ALH             | 09/1997–06/2003 |           |
| 1.        |                   |           |                       |                          |                       |                 |           |

## Третє покоління (Typ2K; 2004—2015)

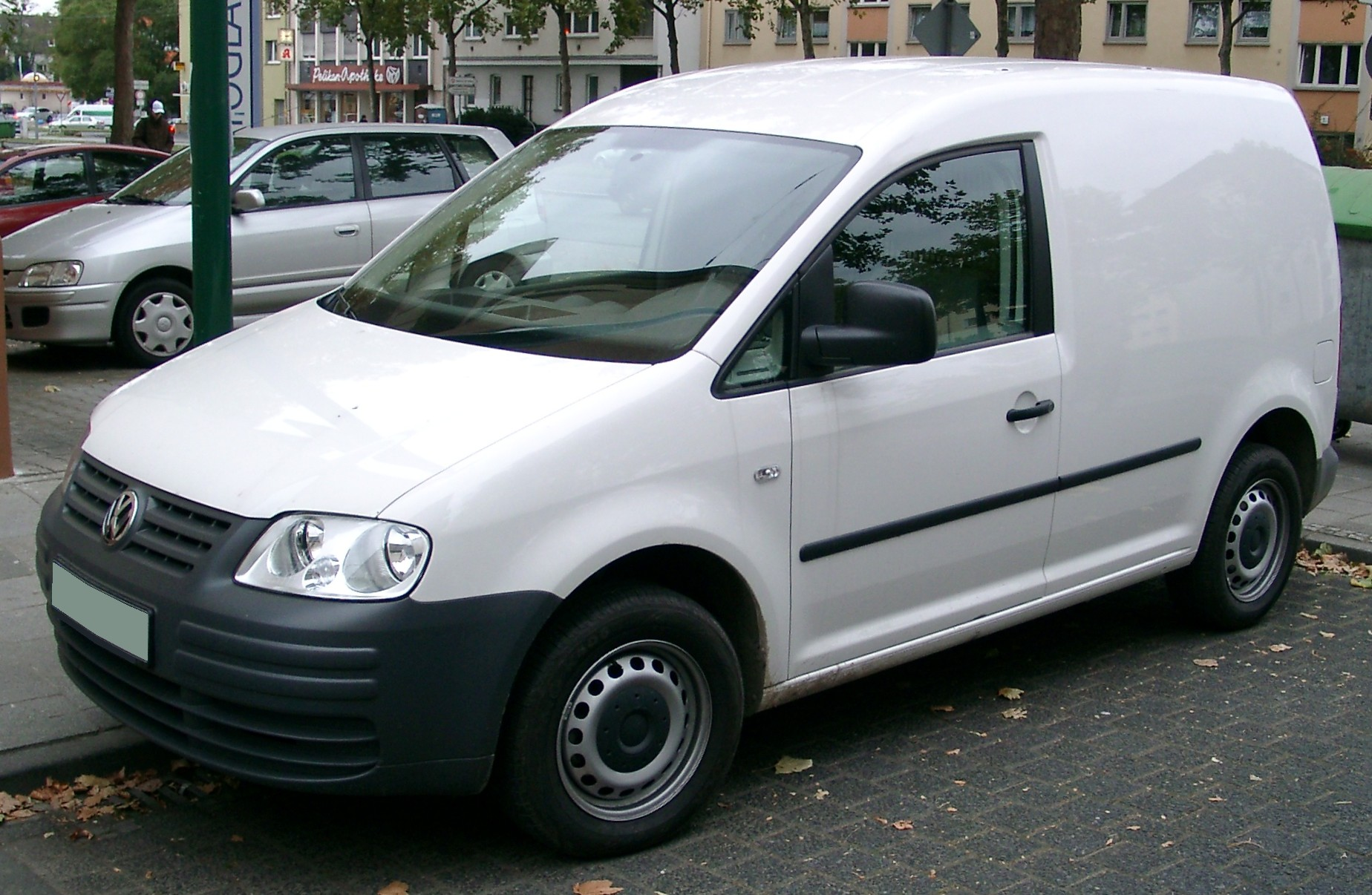
VW Caddy III (2004—2010)

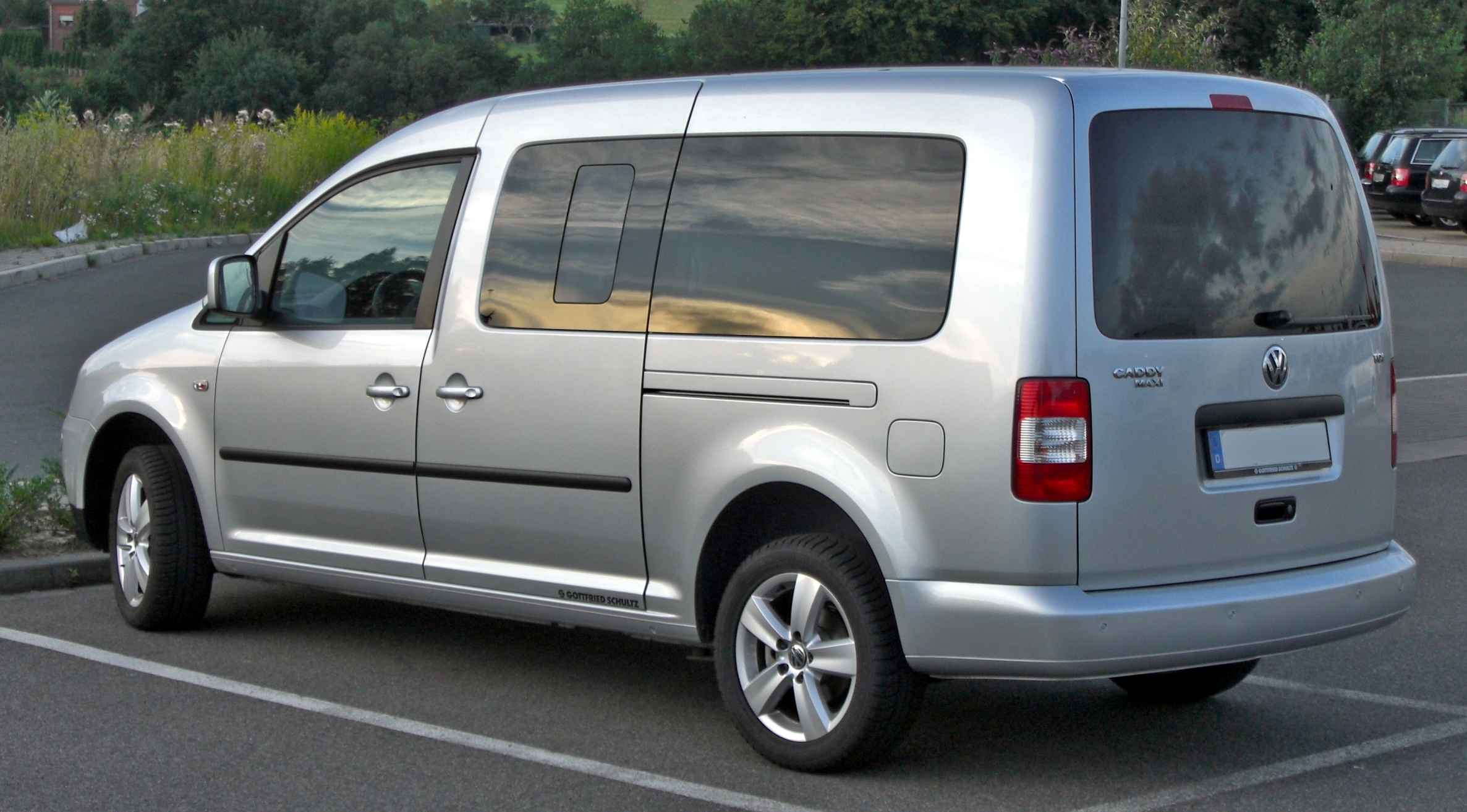
Caddy III Life Maxi (2007—2010)

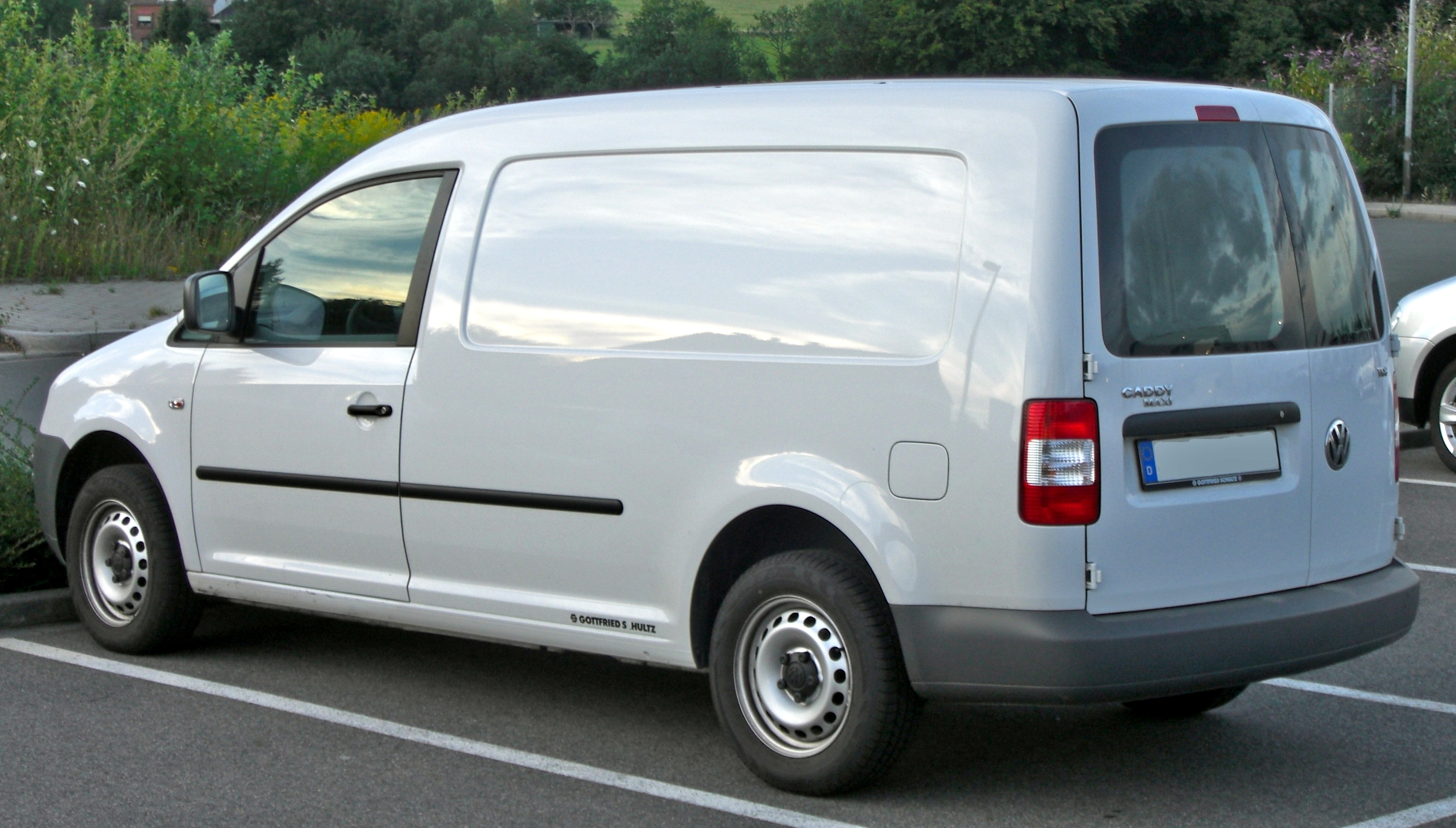
Caddy III Maxi (2007—2010)

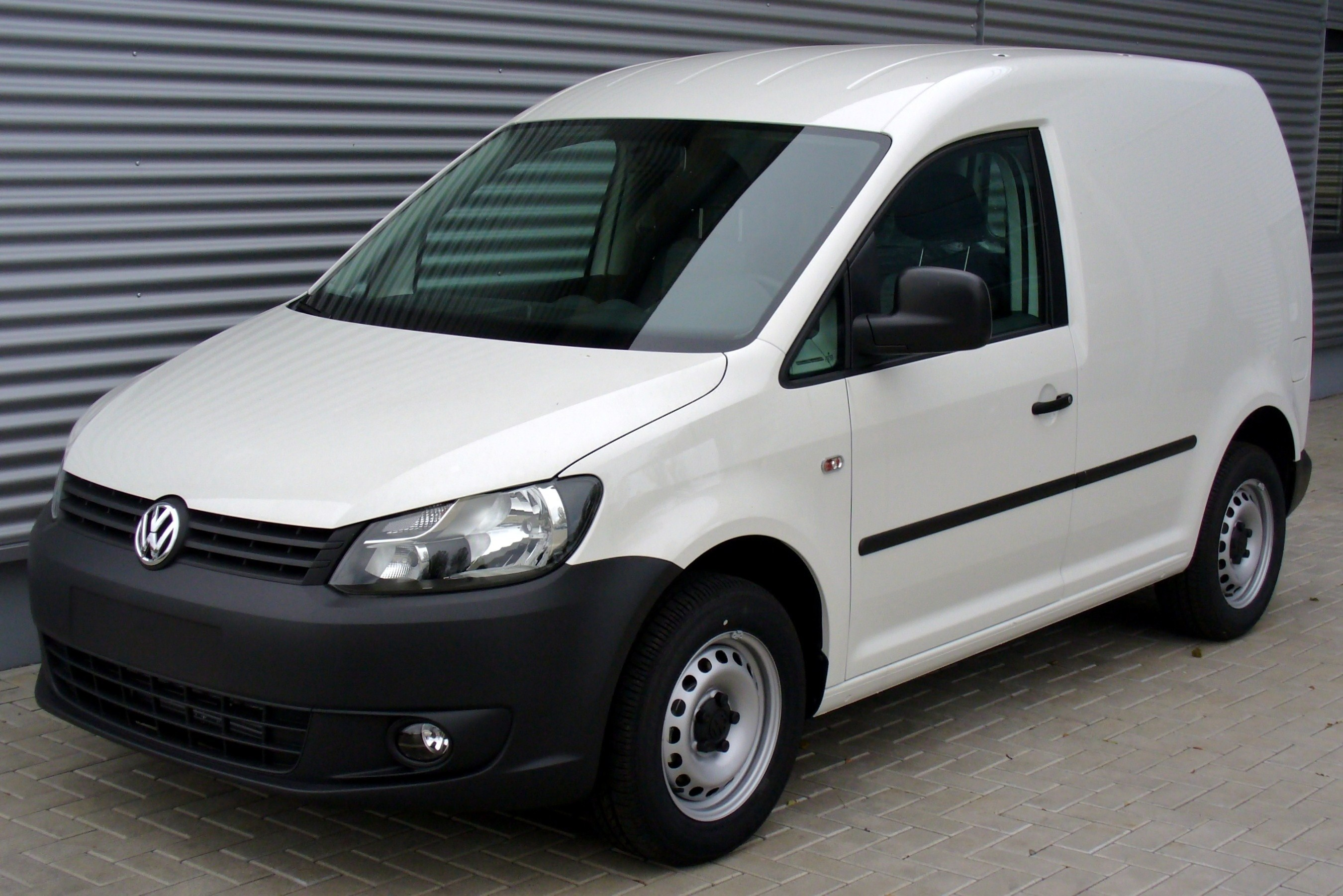
VW Caddy III (2010—2015)

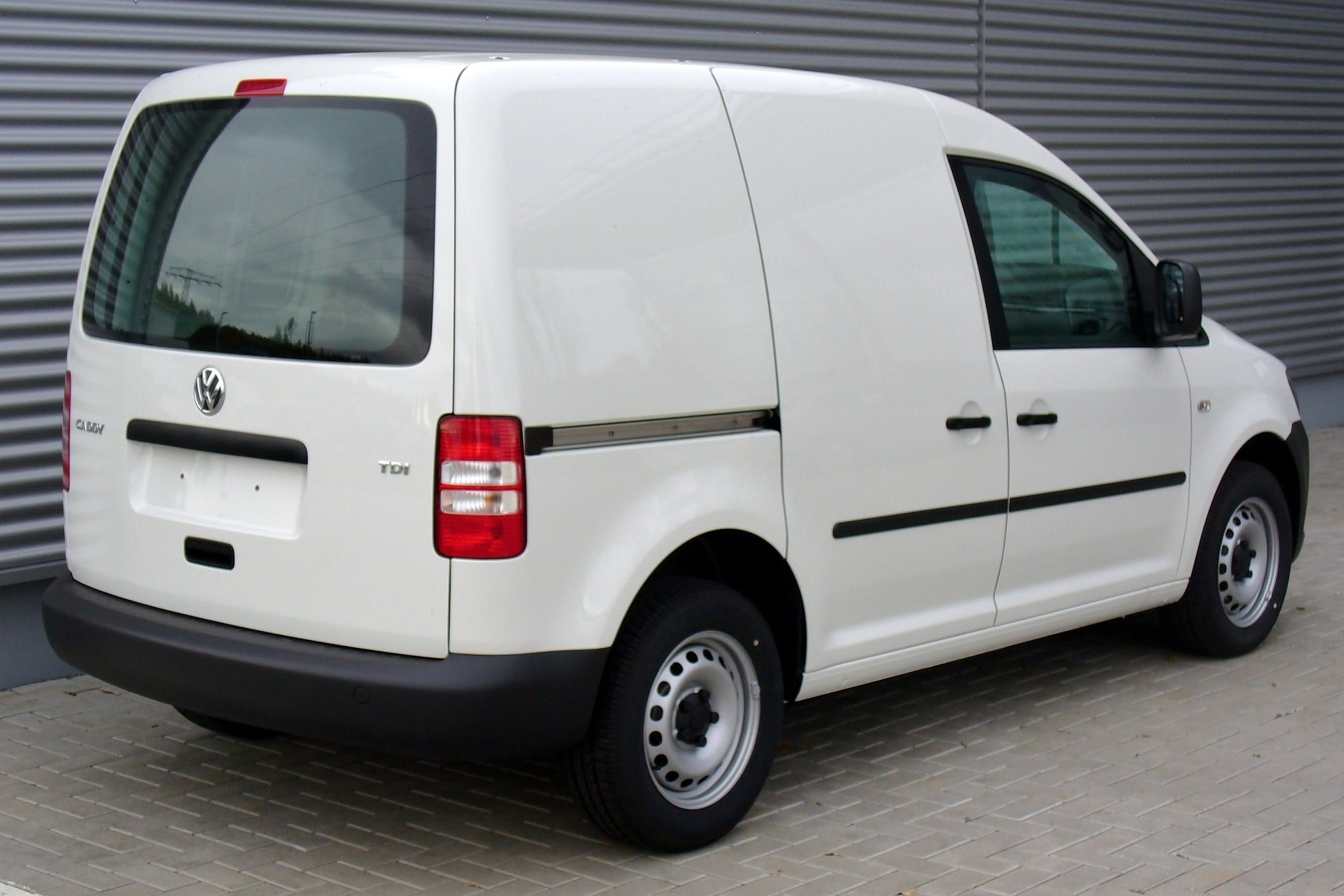
VW Caddy III (2010—2015)

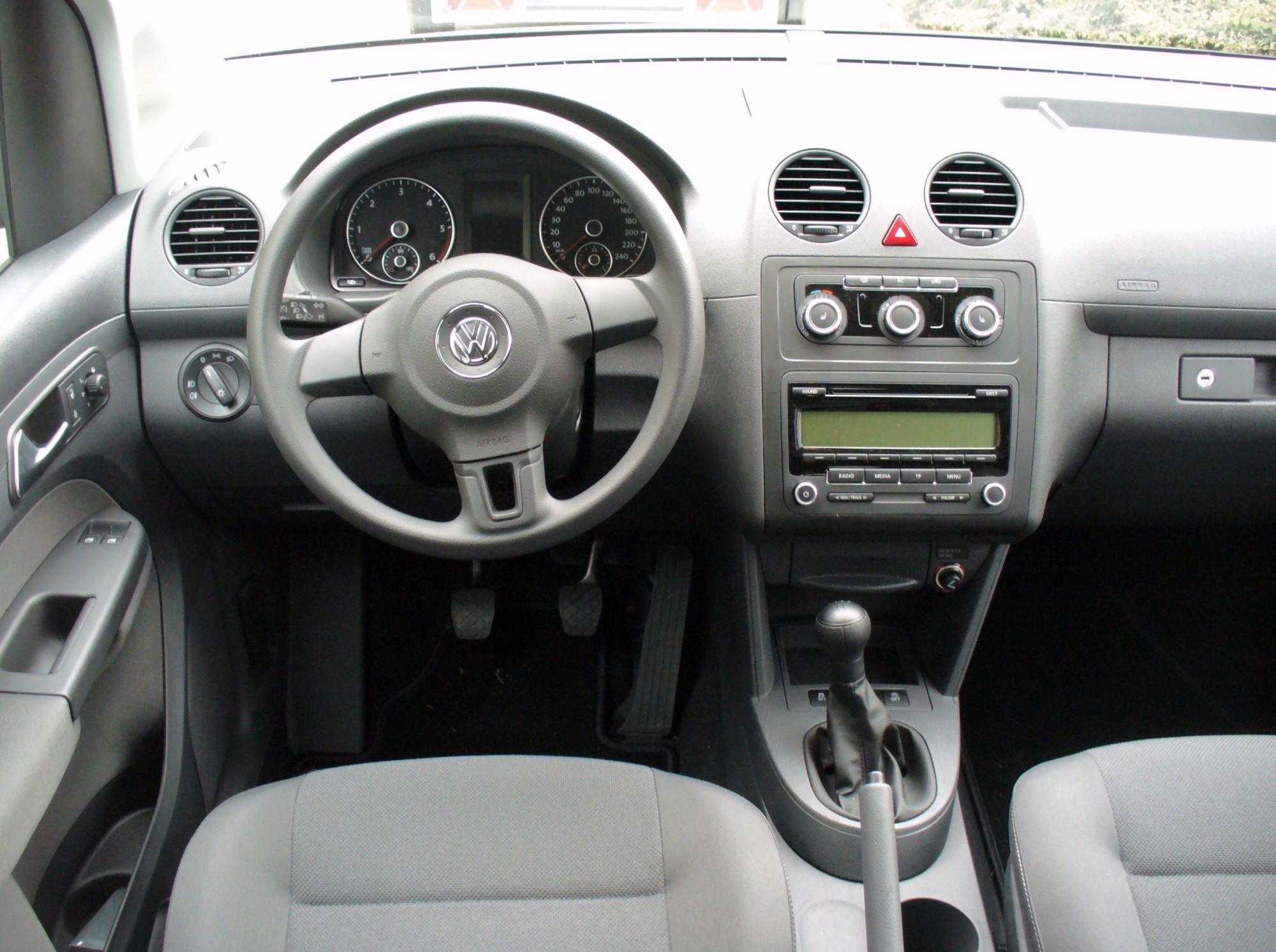
салон VW Caddy III

У 2000 році ринок легкових фургонів переживав революцію. Світові гіганти автоіндустрії представляли нові моделі, які були призначені не тільки для перевезення вантажів, але і для пасажирської експлуатації. Renault випускає Kangoo, потім з'явилися Opel Combo і Ford Tourneo. Дотримуючись тенденцій сучасного ринку і попиту Volkswagen в 2004 році випускає новий Caddy на платформі PQ35 від Golf V.
Сімейство New Caddy — це нове покоління технологічних автомобілів універсального застосування. Надійність, що стала візитною карткою попереднього покоління Caddy, знайшла своє продовження й у новій моделі.
Третій Caddy зроблений однооб'ємним, тобто кузов його являє собою єдине ціле — як у мінівена. Вантажний відсік на новому Caddy тепер вже не відділяється від водійської кабіни сходинкою як це було у другого покоління Caddy. При цьому він ще й значно підріс за всіма напрямками: ширина на 106 мм, база на 81 мм, а загальна довжина на 172 (до 4,4 м). Об'єм багажного відсіку збільшився на 300 л і досяг величини в 3,2 кубометри.
New Caddy може перевозити 750 кг вантажу усередині і 700—740 кг (залежно від двигуна) на причепі без гальм або 1,2—1,5 т на причепі, обладнаному гальмами.
Caddy існує у двох виконаннях: комерційної Kasten і пасажирської Kombi. Покупцям обох варіантів Caddy на вибір пропонуються відразу чотири різних двигуни: два бензинових, об'ємом 1,4 л (75 к.с.) і 1,6 л (102 к.с.), та два дизельних: 2-літровий SDI (69 к.с.) і турбований 1,9 TDI (105 к.с.).
Як кожен сучасний автомобіль New Caddy обладнаний системами активної і пасивної безпеки — АБС, антибуксуючучою (ASR) і навіть системою контролю за гальмуванням двигуном MSR. Додатково можна замовити і електронну систему протизанесення ESP.
Volkswagen Caddy Kasten — сучасний технологічний автомобіль для службових поїздок та доставки вантажів. Підлога вантажного відсіку виконана з листового заліза, що істотно підвищує її довговічність і оберігає від можливих ушкоджень. Крім того, по нижньому краю вантажного отвору проходить захисна накладка, а боковини вантажного відсіку оббиті знизу міцним пластиком, що виключає можливість пошкодження салону.
Для кріплення вантажів передбачено 6 такелажних петель. Доступ до відсіку здійснюється через розстібні задні двері або через найширші в цьому класі автомобілів бічні зсувні двері.
Салон виконаний так, щоб забезпечити максимальний комфорт водієві і пасажирові. Кермова колонка регулюється в двох вимірах, що дозволяє зробити водіння Caddy Kasten зручним для будь-якого водія. Сидіння пасажира і водія мають регулювання подовжнього положення і нахилу спинок. Для створення відмінного і комфортного мікроклімату в салоні передбачені системи обігріву та вентиляції з протипиловим і антиалергенним фільтром.
Панель приладів відрізняється функціональністю і високою якістю виконання. Власники бензинових двигунів знайдуть на панелі індикатор зносу гальмівних колодок.
Кузов цілісний, частково оцинкований з антикорозійною обробкою і гарантією від наскрізної корозії не менш ніж на 12 років. Підвіска Caddy Kasten комбінована: попереду — незалежна, а ззаду — ресорна. Телескопічні амортизатори обладнані стабілізатором поперечної стійкості. За гальмування відповідає посилена гідроприводна двоконтурна гальмівна система.
Caddy Kombi — вантажопасажирський фургон. Він має просторий салон, що дозволяє зручно розмістити в автомобілі до 7 пасажирів. Його головне достоїнство — трансформація. Якщо з Kasten зробити пасажирський фургон неможливо, то з Kombi — також. Треба лише скласти або зовсім прибрати задні сидіння. Тому пасажирський і називається Kombi, що означає «комбінований», тобто той, який може бути і тим, і іншим. Тут так само як і на Kasten комбінована підвіска. Пасивну безпеку Caddy Kombi забезпечують 4 подушки безпеки: дві фронтальні і дві бічні для водія і переднього пасажира. Усі місця в салоні обладнані триточковими ременями безпеки з вертикальним регулюванням і переднатягувачами. Caddy оснащується додатковим сигналом гальмування і протитуманними фарами. Оснащений заскленим кузовом і підйомними задніми дверима. За бажанням автомобіль може бути доповнений: підігрівом передніх сидінь і двома електросклопідйомниками. У салоні достатньо місця для дрібних речей, які можуть стати в пригоді пасажирам у дорозі. Це численні полички на передній панелі, об'ємні ящики під передніми сидіннями і вже традиційні рукавичники.
Для безпечного та надійного кріплення вантажу передбачені 4 такелажних петлі, втоплені в підлозі салону.
Від викрадення автомобіль захищають електронне протиугінне блокування двигуна (Transponder) і протизламний запобіжник замку керма.
Збірка Caddy здійснюється на заводі VW в Польщі.
З 2010 року виготовляється модернізована модель, з новою оптикою, решіткою радіатора, бамперами та оснащенням та деякими новими двигунами.
У 2012 році вийшла незвичайна версія Cross Caddy з позашляховим обвісом.

### Безпека
За результатами краш-тесту проведого в 2007 році за методикою Euro NCAP Volkswagen Caddy отримав чотири зірки за безпеку, що є дуже непоганим результатом. При цьому за захист пасажирів він отримав 27 балів, за захист дітей 30 балів, а за захист пішоходів 13 балів.
| Euro NCAP | Рейтинг   |
| --------- | --------- |
| Пасажири: | 4/5 зірок |
| Діти:     | 3/5 зірок |
| Пішоходи: | 2/4 зірки |

### Двигуни
| Модель               | Циліндри/ Клапани | Об'єм     | Потужність при об/хв                                        | Крутний момент при об/хв               | Код двигуна | Роки випуску    |           |
| Бензинові            | Бензинові         | Бензинові | Бензинові                                                   | Бензинові                              | Бензинові   | Бензинові       | Бензинові |
| -------------------- | ----------------- | --------- | ----------------------------------------------------------- | -------------------------------------- | ----------- | --------------- | --------- |
| 1.2 TSI              | 4/8               | 1197 см³  | 63 кВт (86 к.с.)/4800                                       | 160 Нм/1500–3500                       | CBZA        | з 09/2010       |           |
| 1.2 TSI              | 4/8               | 1197 см³  | 75 кВт (105 к.с.)/5000                                      | 175 Нм/1550–4100                       | CBZB        | з 09/2010       |           |
| 1.4                  | 4/16              | 1390 см³  | 55 кВт (75 к.с.)/5000                                       | 126 Нм/3300                            | BCA         | 10/2003–05/2006 |           |
| 1.4                  | 4/16              | 1390 см³  | 59 кВт (80 к.с.)/5000                                       | 132 Нм/3800                            | BUD         | 05/2006–09/2010 |           |
| 1.6                  | 4/8               | 1595 см³  | 75 кВт (102 к.с.)/5600                                      | 148 Нм/3800                            | BGU/BSE/BSF | 10/2003–09/2010 |           |
| 1.6 BiFuel           | 4/8               | 1595 см³  | 75 кВт (102 к.с.)/5600 (бензин) 72 кВт (98 к.с.)/5600 (LPG) | 148 Нм/3800 (бензин) 144 Нм/3800 (LPG) | BFX/BFW     | з 05/2011       |           |
| 2.0 EcoFuel          | 4/8               | 1984 см³  | 80 кВт (109 к.с.)/5400                                      | 160 Нм/3500–4700                       | BSX         | з 02/2006       |           |
| Дизельні             |                   |           |                                                             |                                        |             |                 |           |
| 1.6 TDI (CR)         | 4/16              | 1598 см³  | 55 кВт (75 к.с.)/3000–4000                                  | 225 Нм/1500−2250                       | CAYE        | з 09/2010       |           |
| 1.6 TDI (CR)         | 4/16              | 1598 см³  | 75 кВт (102 к.с.)/4400                                      | 250 Нм/1500−2500                       | CAYD        | з 09/2010       |           |
| 1.9 TDI (PD)         | 4/8               | 1896 см³  | 55 кВт (75 к.с.)/4000                                       | 210 Нм/1900                            | BSU         | 09/2005–09/2010 |           |
| 1.9 TDI (PD)         | 4/8               | 1896 см³  | 77 кВт (105 к.с.)/4000                                      | 250 Нм/1900                            | BJB/BLS     | 10/2003–09/2010 |           |
| 2.0 SDI (PD)         | 4/8               | 1968 см³  | 51 кВт (69 к.с.)/4200                                       | 140 Нм/2200–2400                       | BDJ/BST     | 10/2003–09/2010 |           |
| 2.0 TDI 4Motion (CR) | 4/16              | 1968 см³  | 81 кВт (110 к.с.)/4000                                      | 320 Нм/1750–2500                       | CFHF        | з 09/2010       |           |
| 2.0 TDI (PD)         | 4/8               | 1968 см³  | 103 кВт (140 к.с.)/4000                                     | 320 Нм/1800–2500                       | BMM         | 11/2007–09/2010 |           |
| 2.0 TDI (CR)         | 4/16              | 1968 см³  | 103 кВт (140 к.с.)/4200                                     | 320 Нм/1750–2500                       | CFHC        | з 09/2010       |           |
| 1. 2. 3. 4. 5. 6.    |                   |           |                                                             |                                        |             |                 |           |

### Фейсліфтинг 2015 року

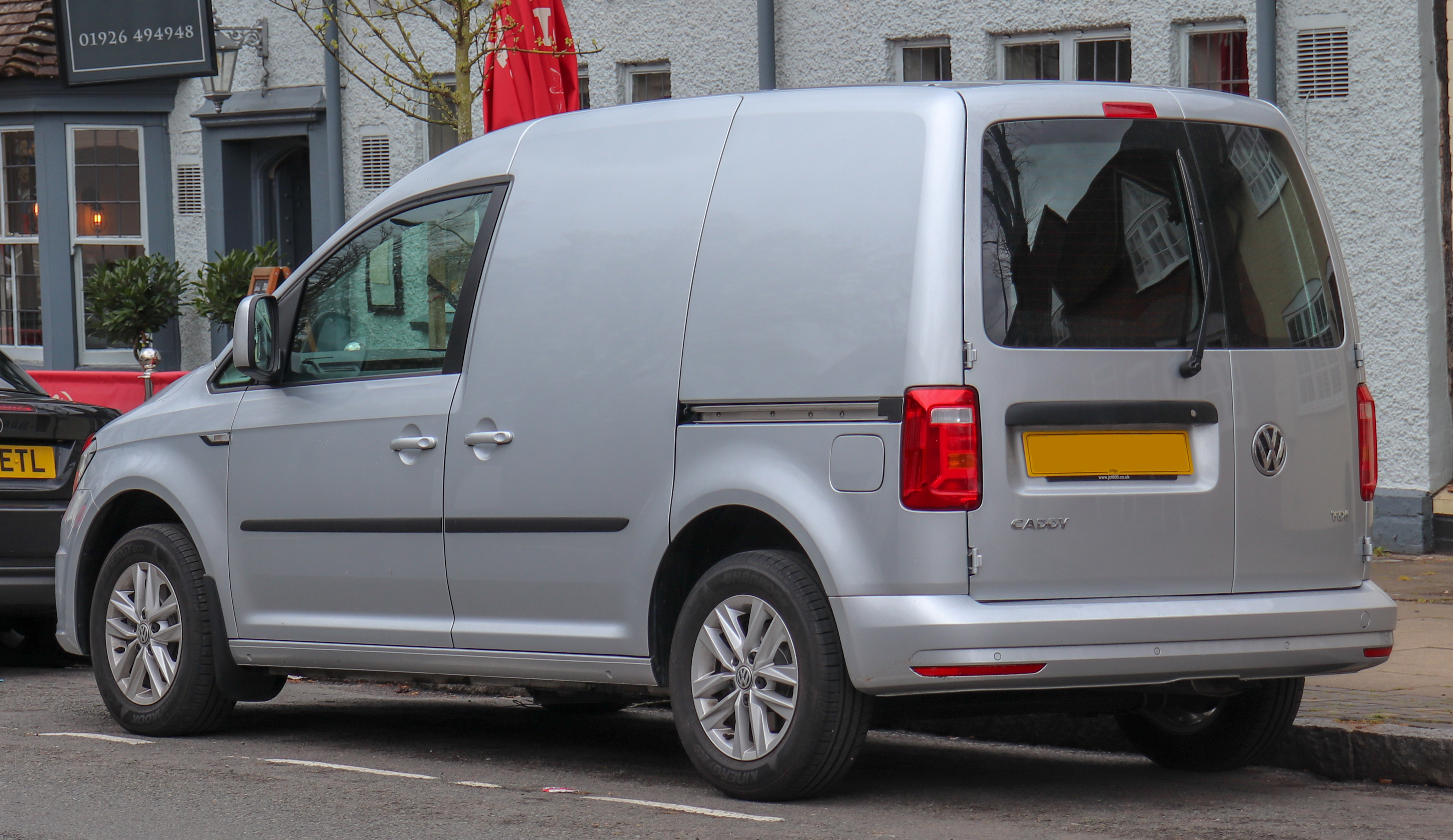
Volkswagen Caddy III

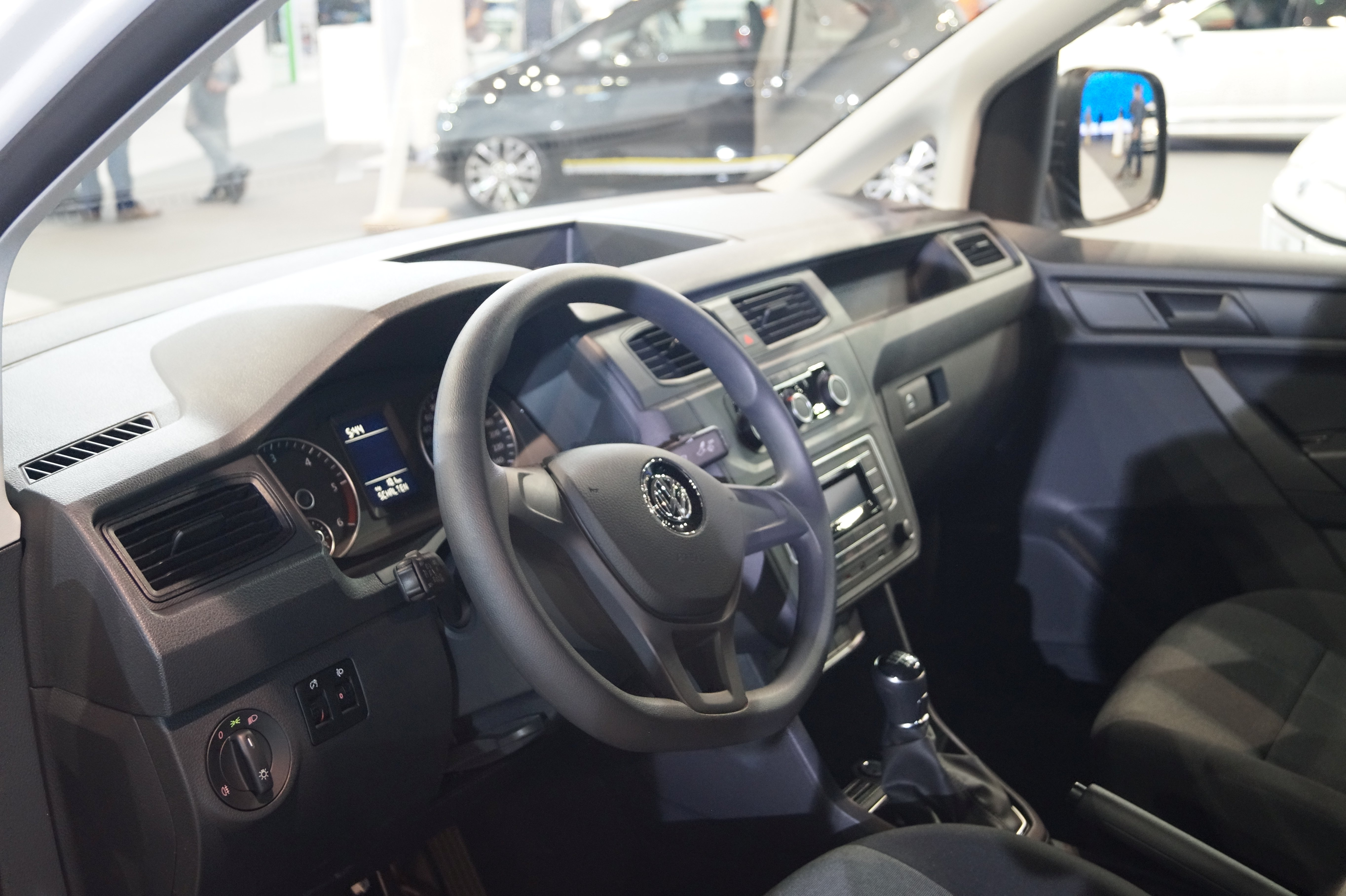
інтер'єр

Фейсліфтинг третього покоління Volkswagen Caddy 2015—2016 модельного року, попередньо презентований в польському місті Познань 5 лютого 2015 року. Світовий дебют відбудеться в березні на Женевському автосалоні. Старт продажів новинки в Європі стартує з червня 2015, а ціна стартує з позначки в 14785 євро за вантажну версію. Вартість пасажирської версії буде складати 18243 євро.

#### Дизайн
Кузов нового Caddy став більш строгим і солідним, фари головного світла і виштамповка капоту загострилися, солідною і прямолінійною стала фальшрадіаторна решітка і бампер з акуратними прямокутниками протитуманок. З'явилися нові більш компактні зовнішні дзеркала заднього огляду, передні крила і двері прикрашає стильне ребро, що підкреслює підвіконну лінію. Колісна база стандартної версії залишилася незмінною — 2681 мм, загальна довжина Caddy збільшилася на 2 мм за рахунок переднього бампера іншої форми.
Корма нового покоління Volkswagen Caddy не менш ефектна, ніж передня і бічні частини кузова. Фургон обзавівся новими виразними габаритними ліхтарями зі світлодіодним наповненням, двері багажника з новомодною виштамповкою для номерного знака прямокутної форми з великою площею скління.
В цілому архітектура передньої панелі і центральної консолі, оформлення дверних карт, крісла першого ряду і задній ряд вельми нагадують салон попередника, але … в наявності нове рульове колесо з трохи підтятим знизу ободом, на водійських дверях нова ручка, верхня частина передньої панелі більш суворої форми, прямокутні дефлектори вентиляції, змінений блок управління кліматичною установкою, нова мультимедійна система (сама просунута з кольоровим сенсорним 6,33-дюймовим екраном — навігація, камера заднього виду, музика, телефон), нова ручка управління КПП і підстава центральній консолі.

#### Практичність
Салон третього покоління Volkswagen Caddy, ставши більш стильним і якісним, не розгубив практичності і функціональності попередньої моделі. Роздільні крісла 60/40 другого ряду можна не тільки скласти, але і прибрати з салону, цим самим істотно збільшивши розміри багажного відділення. Стандартний Caddy здатний перевозити до 3030 літрів вантажу, а версія Caddy Maxi з колісною базою, яка перевищує 3 метри, забезпечить транспортування 4130 літрів багажу.
Версій даного авто теж предостатньо: Panel Van, Window Panel Van, Kombi, який може перевозити пасажирів, але про комфорт надто не йдеться, Caddy Life, призначений для сімейних поїздок та Camping, який іноді називають Caddy Life Camper, призначений для тривалих подорожей. Версії Caddy Life або Kombi можуть вмістити до п'яти пасажирів на двох рядах, у той час, як Caddy Life Maxi або Kombi Maxi вміщує до семи пасажирів на трьох рядах.

#### Електроніка
Електронних систем у новинки багато: адаптивний круїз-контроль, що працює при наявності механічної коробки передач в діапазоні 30-160 км\год (роботизованою коробкою DSG від 0 до 160 км\год), система моніторингу та екстреного гальмування Front Assist (забезпечить автоматичне гальмування при русі зі швидкістю до 30 км\год і запобігти зіткнення), автоматичні фари головного світла (Light Assist), Driver Alert systems — контроль фізичного стану водія, підігрів лобового скла, асистент паралельної і перпендикулярної паркування (Park Assist), фронтальні і бічні подушки безпеки, бічні шторки безпеки.

#### Технічні характеристики
Volkswagen Caddy 2015—2016 модельного року будується на платформі PQ35, що лежить і в основі попередника Caddy третього покоління. Спереду незалежна підвіска зі стійками МакФерсон, ззаду напівзалежна з балкою підвішеною на поздовжніх ресорах. Підсилювач керма електричний, гальма всіх коліс дискові (в базових версіях ззаду барабанні механізми).
Під капотом нового автомобіля німці вирішили встановлювати три бензинових двигуна з різним робочим об'ємом і кілька варіантів 2,0-літрового дизеля TDI, що відрізняються по потужності. Моторам призначені 5МКПП, 6МКПП і роботизовані коробки передач DSG c 6-ма і 7-ма ступенями.
Дизельні чотирициліндрові мотори для нового Volkswagen Caddy:
- 2,0-літровий TDI (75 к.с.), 2,0-літровий TDI (102 к.с.), 2,0-літровий TDI (122 к.с.), 2,0-літровий TDI (150 к.с.), 122 сильний дизель поєднується виключно з системою повного приводу 4Motion.

Початковий 75 сильний дизель витрачає 3,9 літрів дизельного палива на 100 км шляху.
- Трициліндровий 1,0-літровий TSI (102 к.с.).
- Чотирициліндрові 1,2-літровий TSI (84 к.с.) і 1,4-літровий TSI (125 к.с.).

Варто ще згадати Volkswagen Caddy EcoFuel з 1,4-літровим мотором TGI (110 к.с.), який працює на метані, двигуну необхідно 4,1 кг газу на 100 кілометрів пробігу.

## Четверте покоління (TypSB; з 2020)

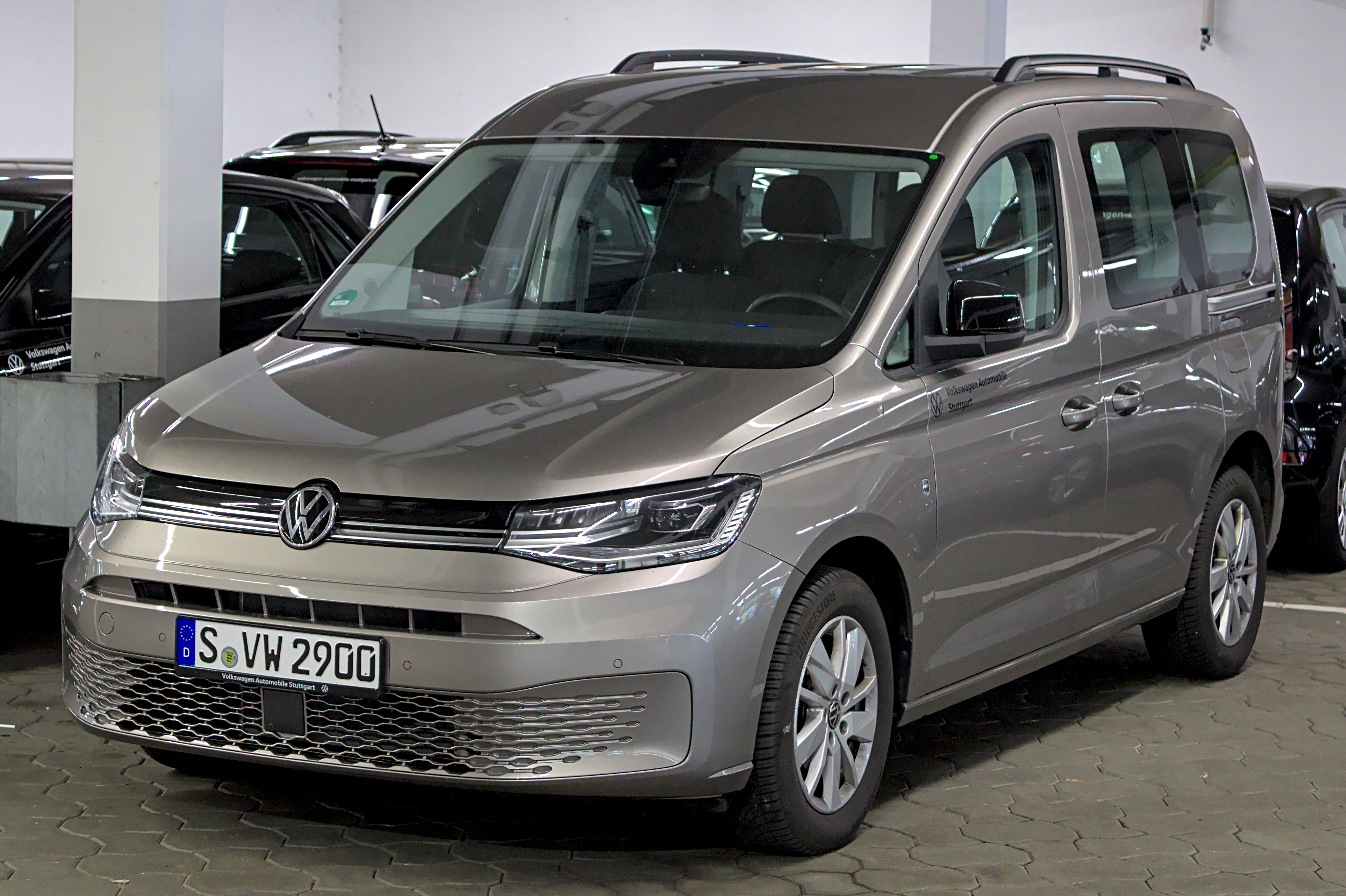
Volkswagen Caddy

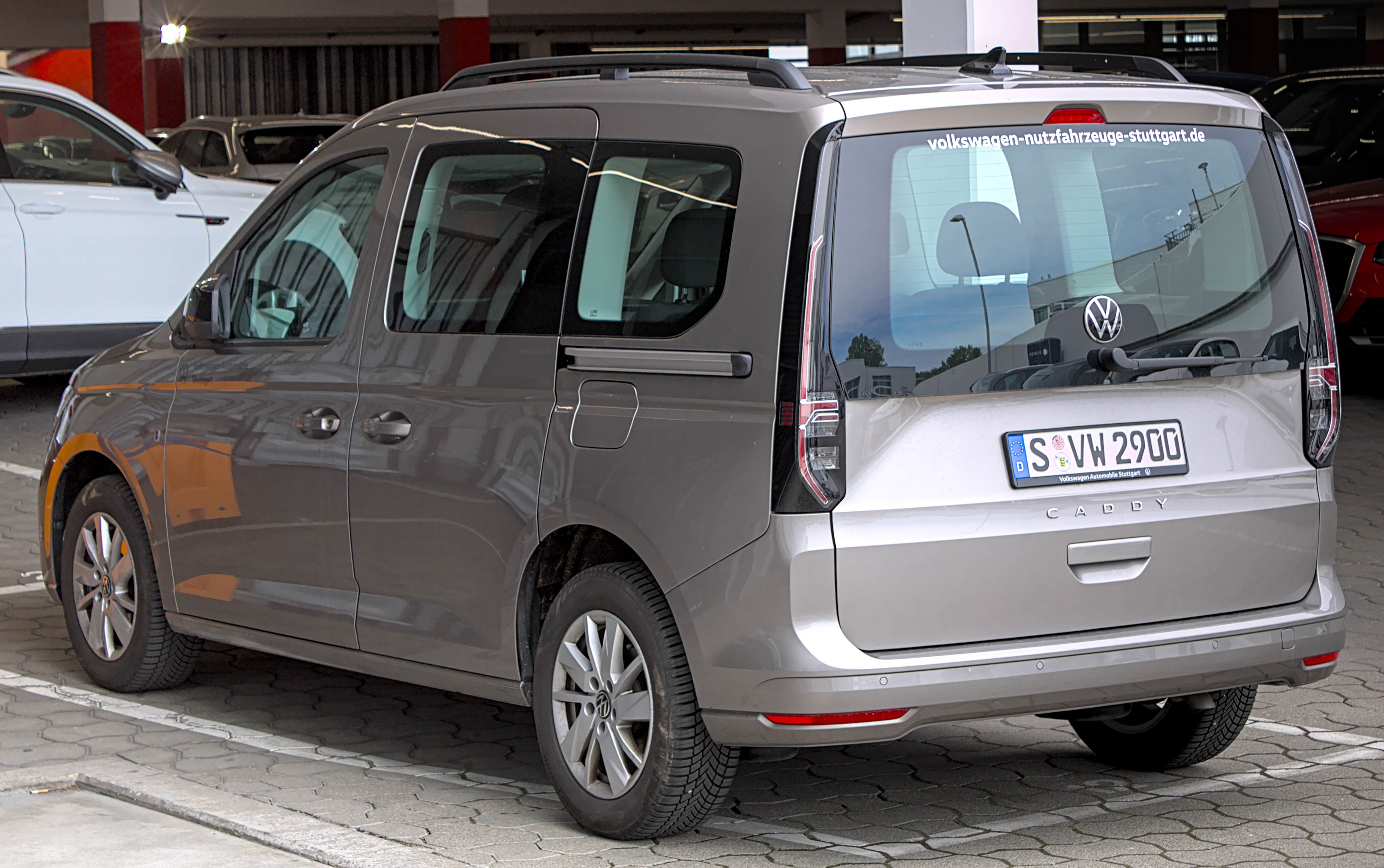
вид ззаду

20 лютого 2020 року в Європі дебютувало четверте покоління Volkswagen Caddy. Автомобіль пропонується в якості вантажного фургона, і як пасажирський вен, здатний відвезти до семи чоловік. Новий автомобіль побудований на популярній платформі MQB. Коефіцієнт аеродинамічного опору вдалося знизити з 0,33 до 0,30.
Нове покоління Caddy стало першим, що отримало модифікацію для кемпінгу під назвою California із міні-кухнею та складним двоспальним ліжком під панорамним дахом.

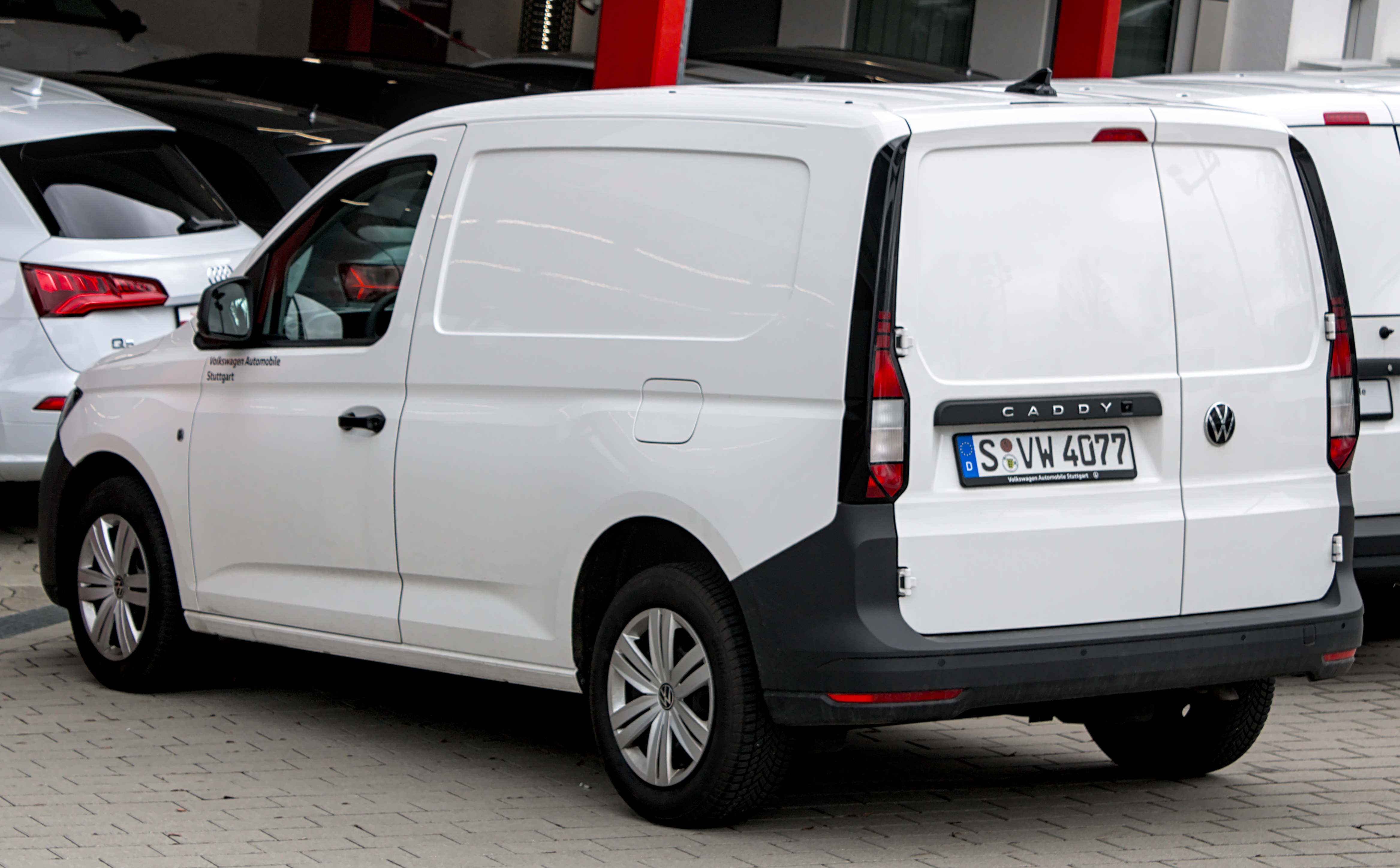
Caddy Cargo
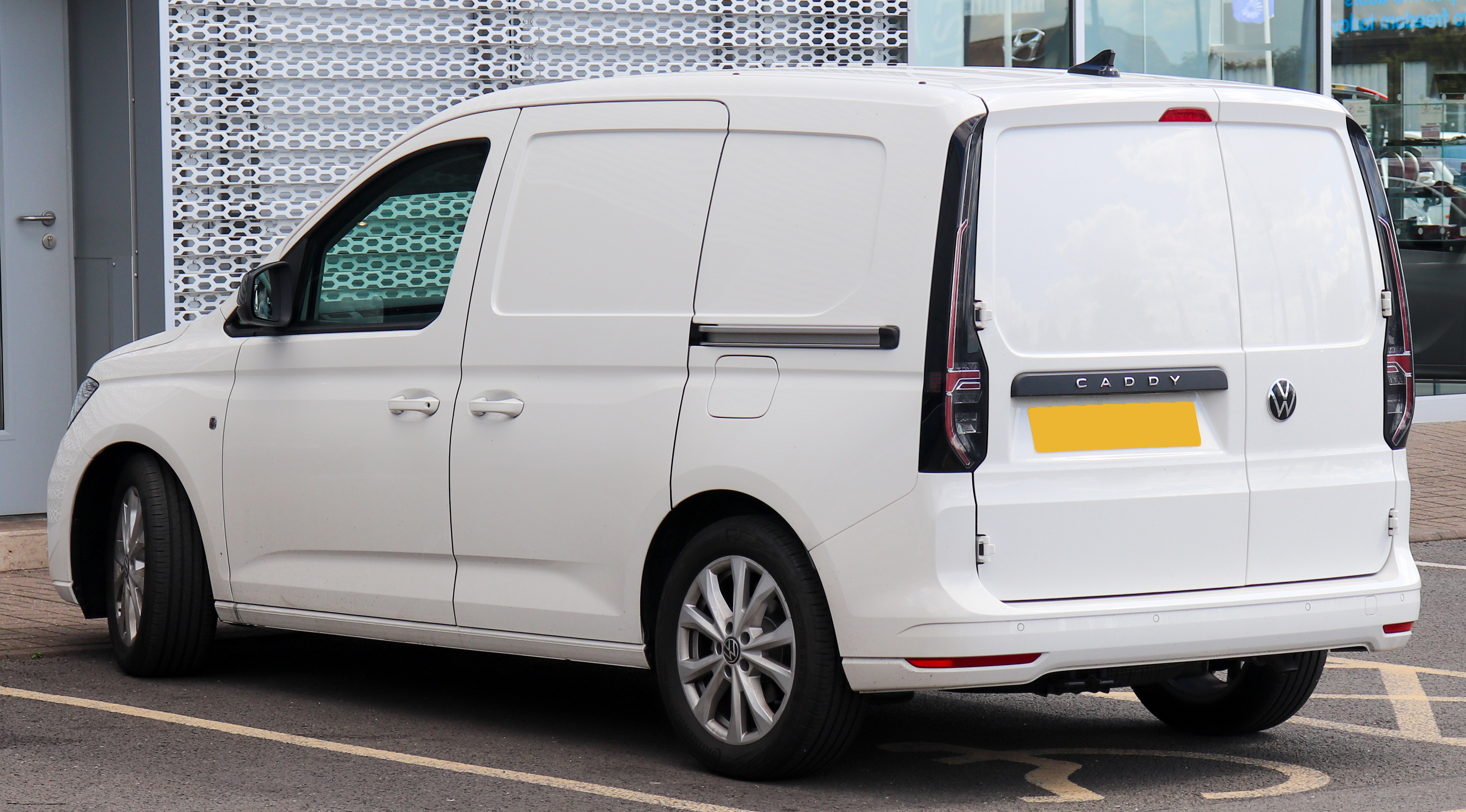
Caddy Commerce Pro
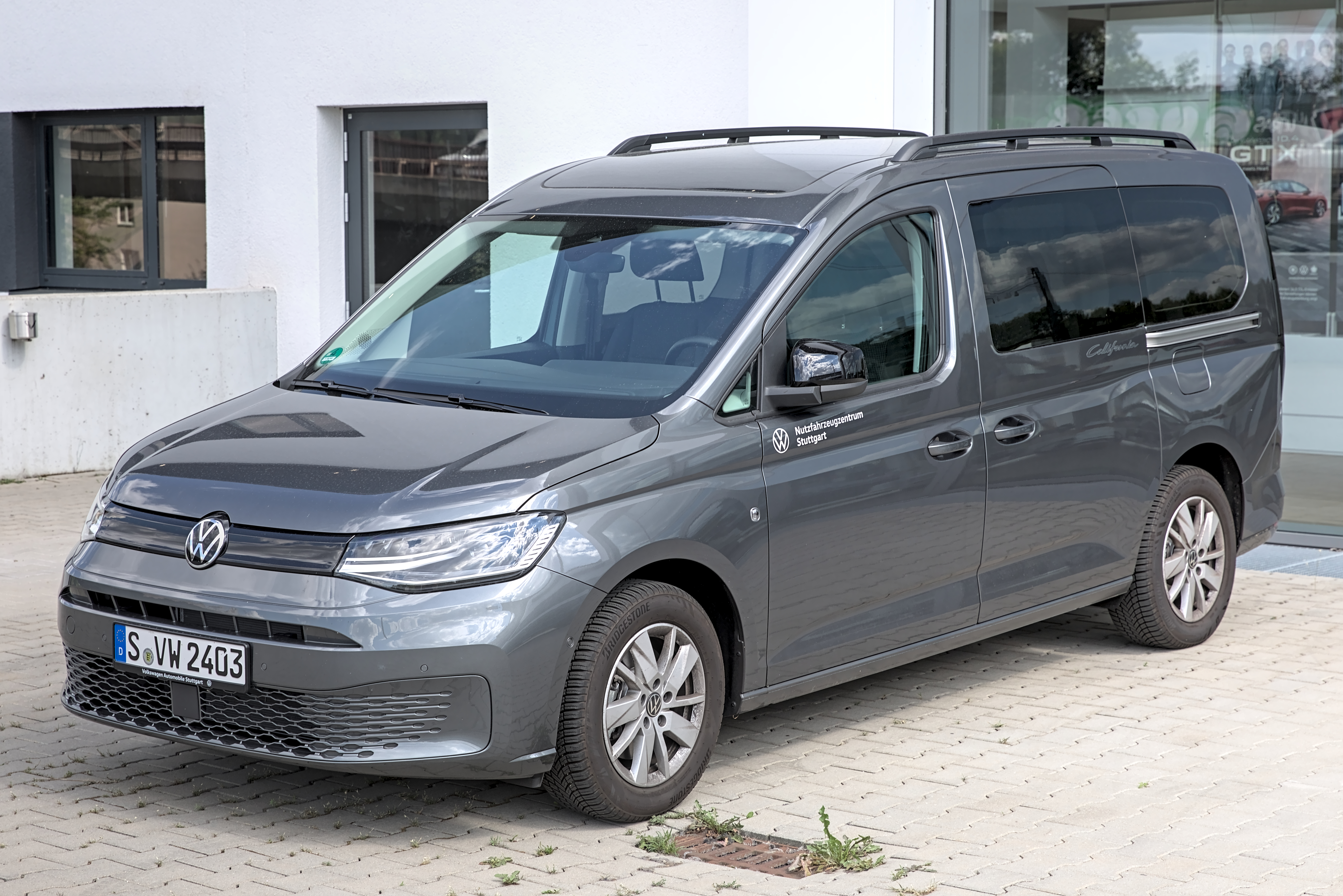
Caddy Maxi California
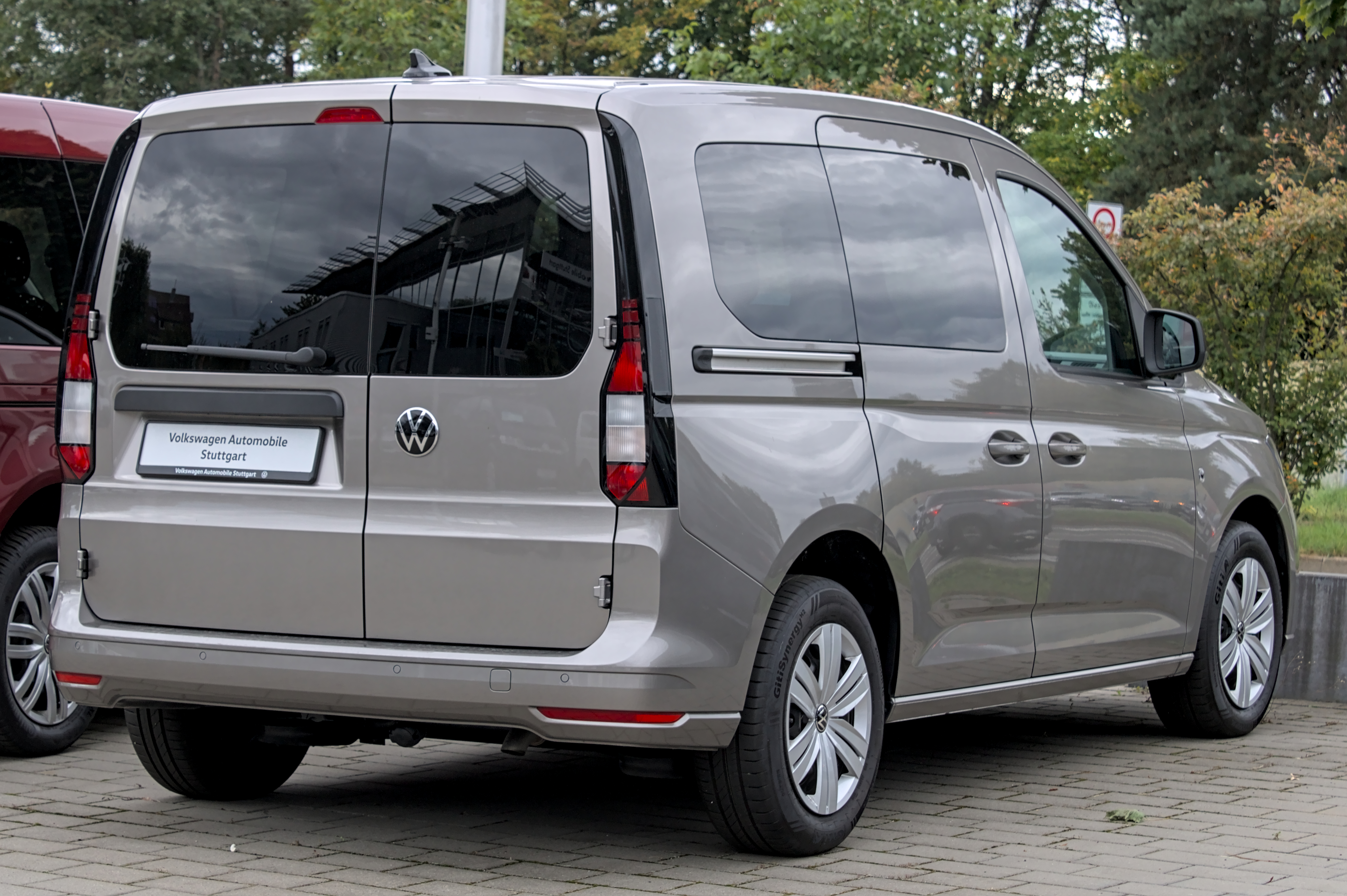
Caddy із здвоєними дверьми
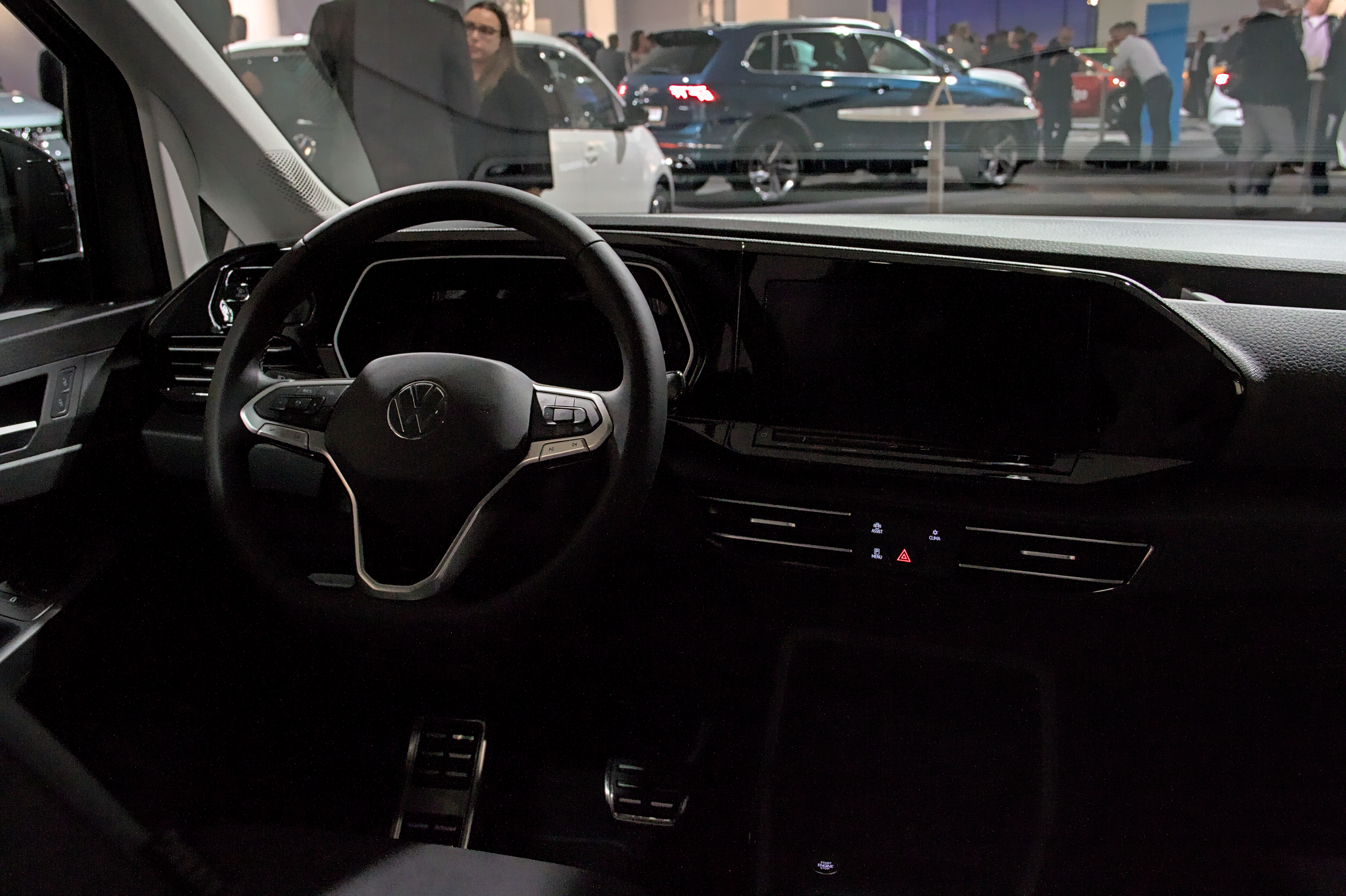
інтерєр

### Ford Tourneo Connect
У 2021 році Ford Tourneo Connect був анонсований як перейменований Caddy, перша модель, розроблена в рамках партнерства Ford і Volkswagen. Попередні MPV Ford у цьому розмірному класі були засновані на Ford Transit Connect. Tourneo Connect поділяє лінійку двигунів Volkswagen Caddy: EA288-evo перейменовано на EcoBlue, а EA211-evo перейменовано на EcoBoost. Перші поставки стартували навесні 2022 року.
Комплектація Active відрізняється зовнішнім виглядом, натхненним кросовером, із пластиковою обшивкою, захисними пластинами в алюмінієвому стилі та унікальними 17-дюймовими колісними дисками.

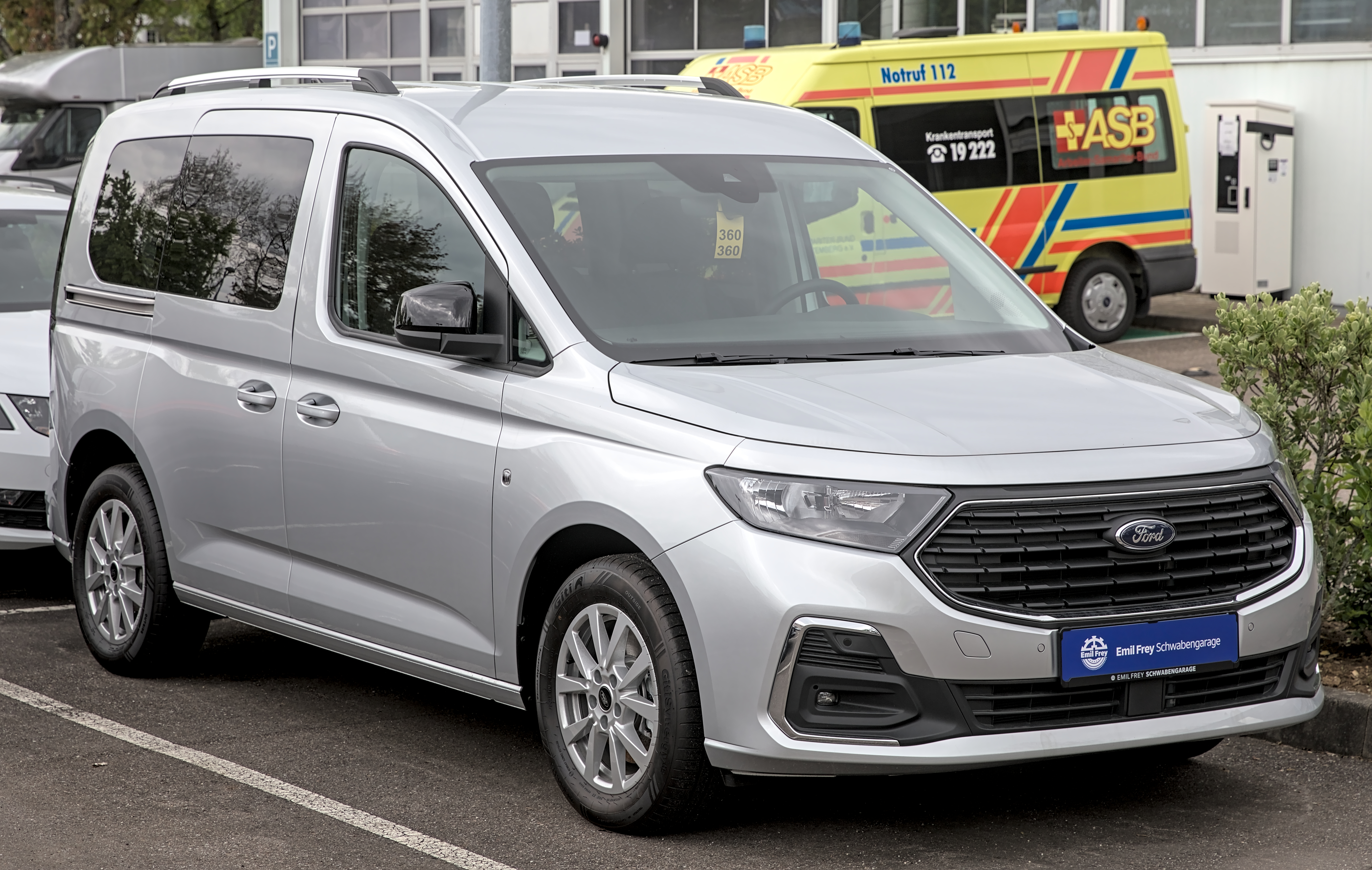
Tourneo Connect
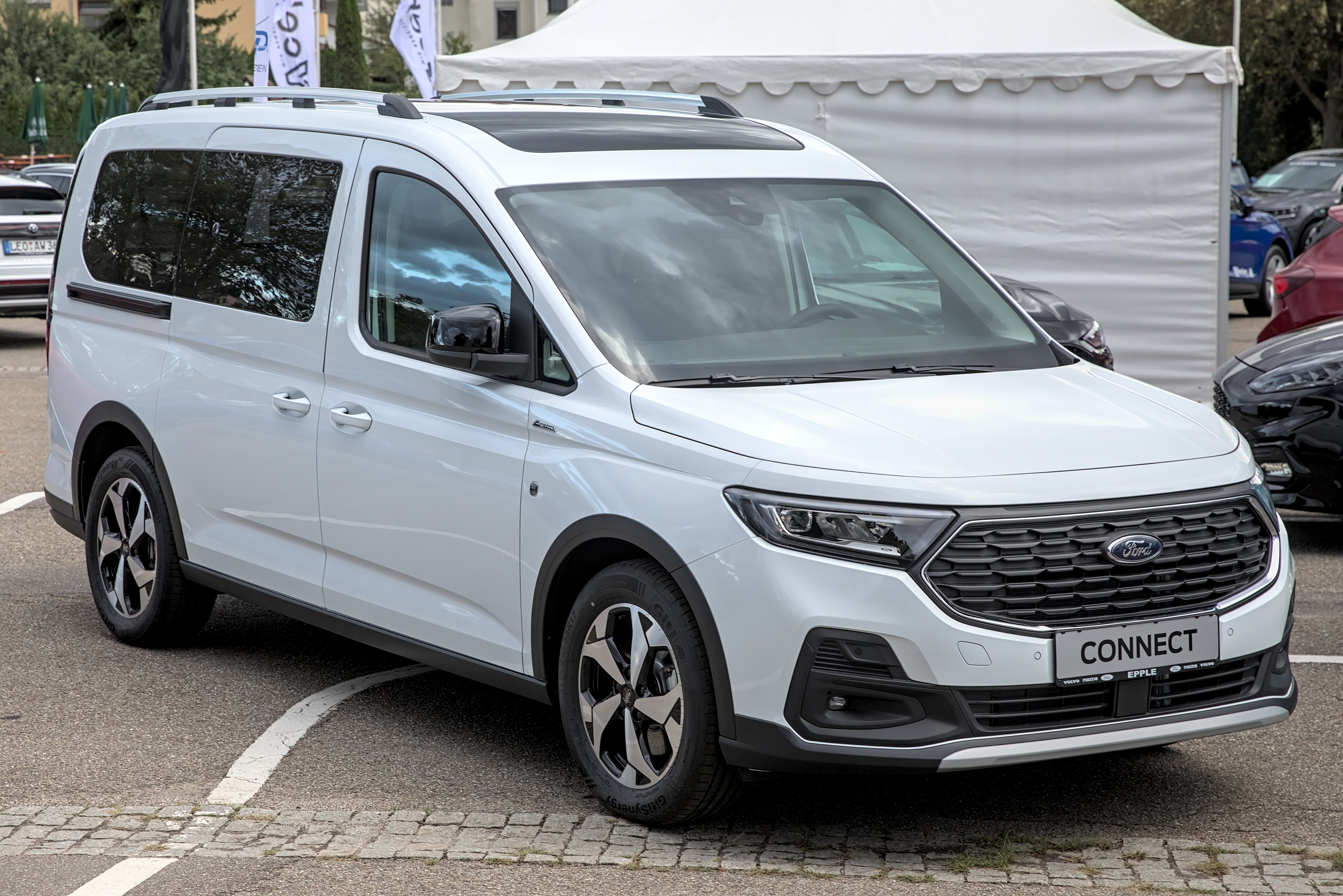
Tourneo Connect Active
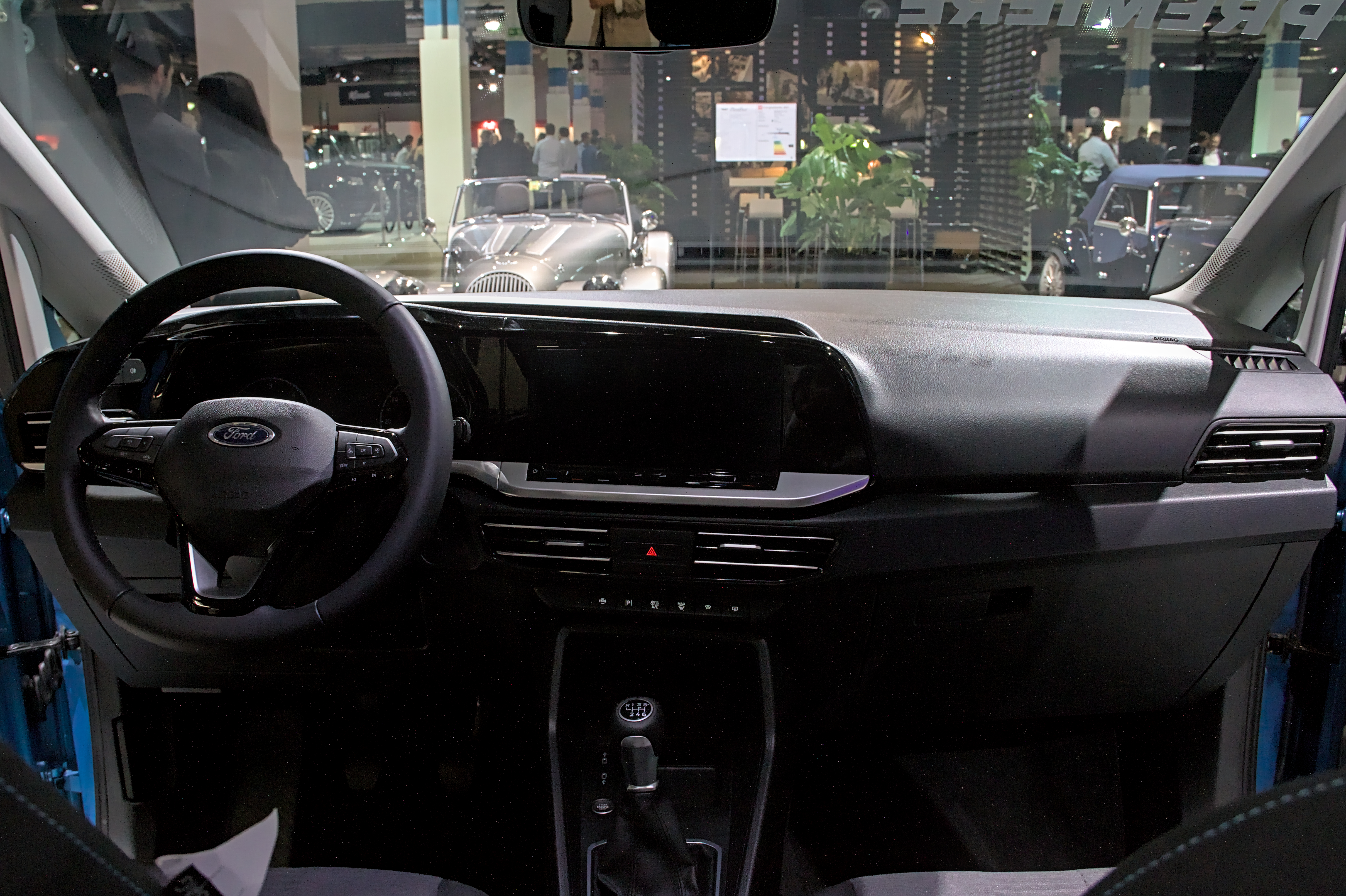
інтер'єр

### Двигуни
- 1.5 л EA211 evo 114/130 к.с.
- 2.0 л EA288 evo (diesel) 75/102/122 к.с.

## Продажі
| Рік  | Європа |
| ---- | ------ |
| 2010 | 56.266 |
| 2011 | 69.100 |
| 2012 | 61.839 |
| 2013 | 61.834 |
| 2014 | 61.339 |